# Jag Panzer
Jag Panzer est un groupe de power metal américain, originaire de Colorado Springs, dans le Colorado.

## Biographie
En 1981, dans le Colorado, Harry Conklin, Mark Briody, John Tetley et Rick Hilyard fondent le groupe Tyrant. Alors qu'ils démarchent des labels, ils apprennent l’existence d'un groupe californien du même nom. Le groupe se renomme Jag Panzer après avoir trouvé le terme Jagdpanzer en cherchant l'inspiration dans un ouvrage consacré à l'armement utilisé durant la Seconde Guerre mondiale.
Le groupe sort en 1983 le single Death Row et un EP. L'année suivante Jag Panzer embauche Joey Tafolla comme second guitariste avec qui ils enregistrent l'album Ample Destruction, publié en août de la même année par le label indépendant Azra Records. L'album ne bénéficie que d'une distribution sur le marché américain. Après la sortie de ce premier album, le groupe déménage en Californie. Le chanteur Harry Conklin quitte le groupe pour rejoindre temporairement Riot (sous le pseudonyme de Michael Strike) et Satan's Host (sous le nom de Leviathan Thisiren) et se consacrer à un nouveau projet baptisé Titan Force. Rick Hilyard quitte aussi le groupe en 1985, suivi en 1986 par Tafolla. Mark Briody et John Tetley décident de continuer l'aventure et recrutent de nouveaux musiciens avec qui ils entrent en studio fin 1987. Le groupe met cependant un terme à ses activités l'année suivante sans avoir publié ce deuxième album.
Le groupe finit par se reformer et sort Dissident Alliance en 1994, puis signe un contrat avec Century Media. En 2002, le groupe ouvre pour une tournée américaine réunissant Iced Earth et In Flames.
Embauché en 1997, le guitariste Chris Broderick, qui avait déjà dépanné Nevermore à plusieurs reprises en tournée, quitte cette fois définitivement Jag Panzer en 2008 pour rejoindre Megadeth. Au début de 2011, Jag Panzer sort l'album The Scourge of the Light mais le groupe finit par annoncer sa séparation en juillet.
Le groupe se reforme en 2013, et annonce en 2015 la prochaine sortie d'un album intitulé The Deviant Chord.

## Membres

### Membres actuels
- Mark Briody - guitare, claviers (1981-1988, 1993-2011, depuis 2013)
- John Tetley - basse (1981-1988, 1993-2011, depuis 2013)
- Harry « The Tyrant » Conklin - chant (1981-1985, 1995-2011, depuis 2013)
- Joey Tafolla - guitare (1984-1986, 1995-1997, depuis 2013)
- Rikard Stjernquist - batterie (1987-1988, 1992-2011, depuis 2013)

Jag Panzer en 2016
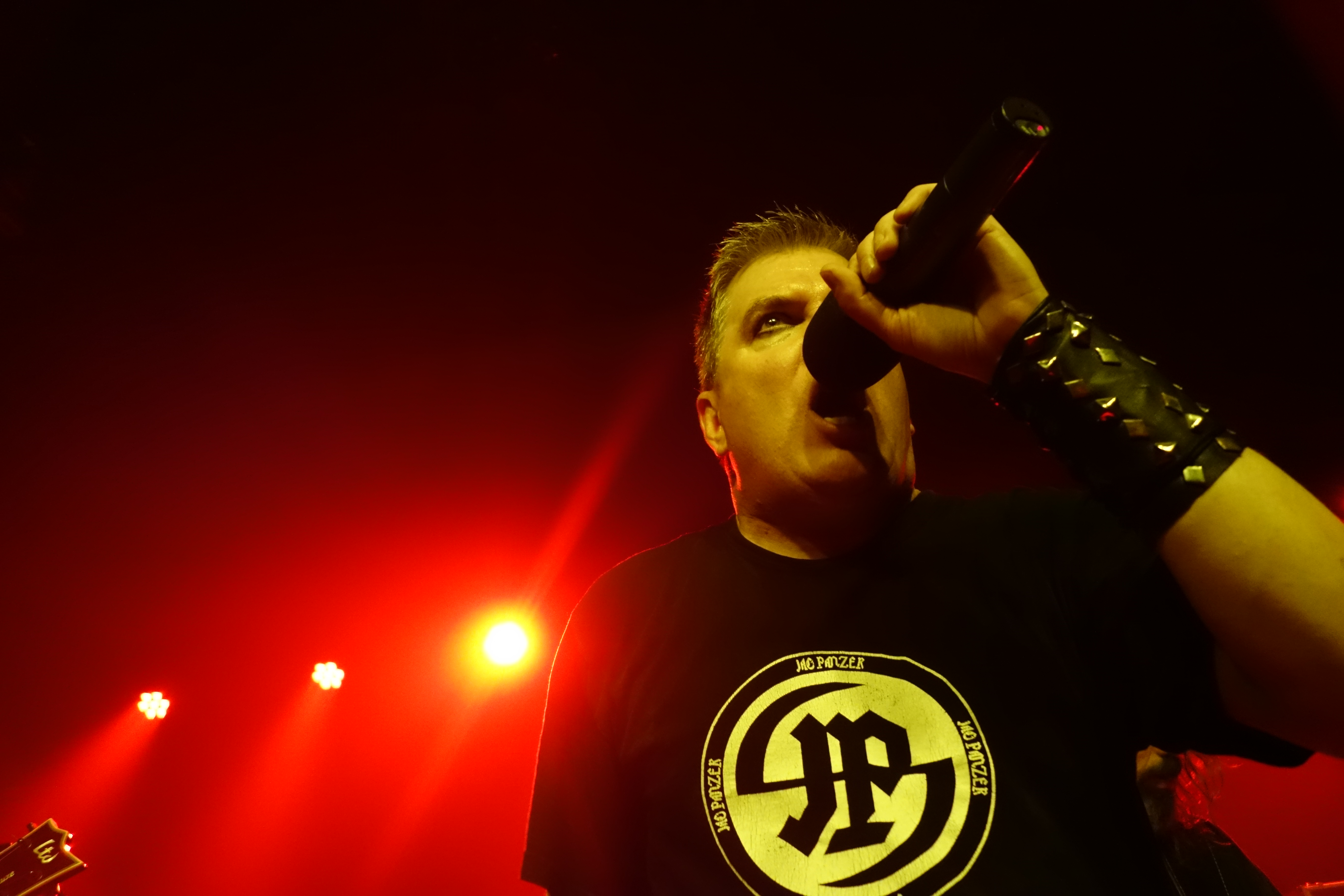
Harry « The Tyrant » Conklin
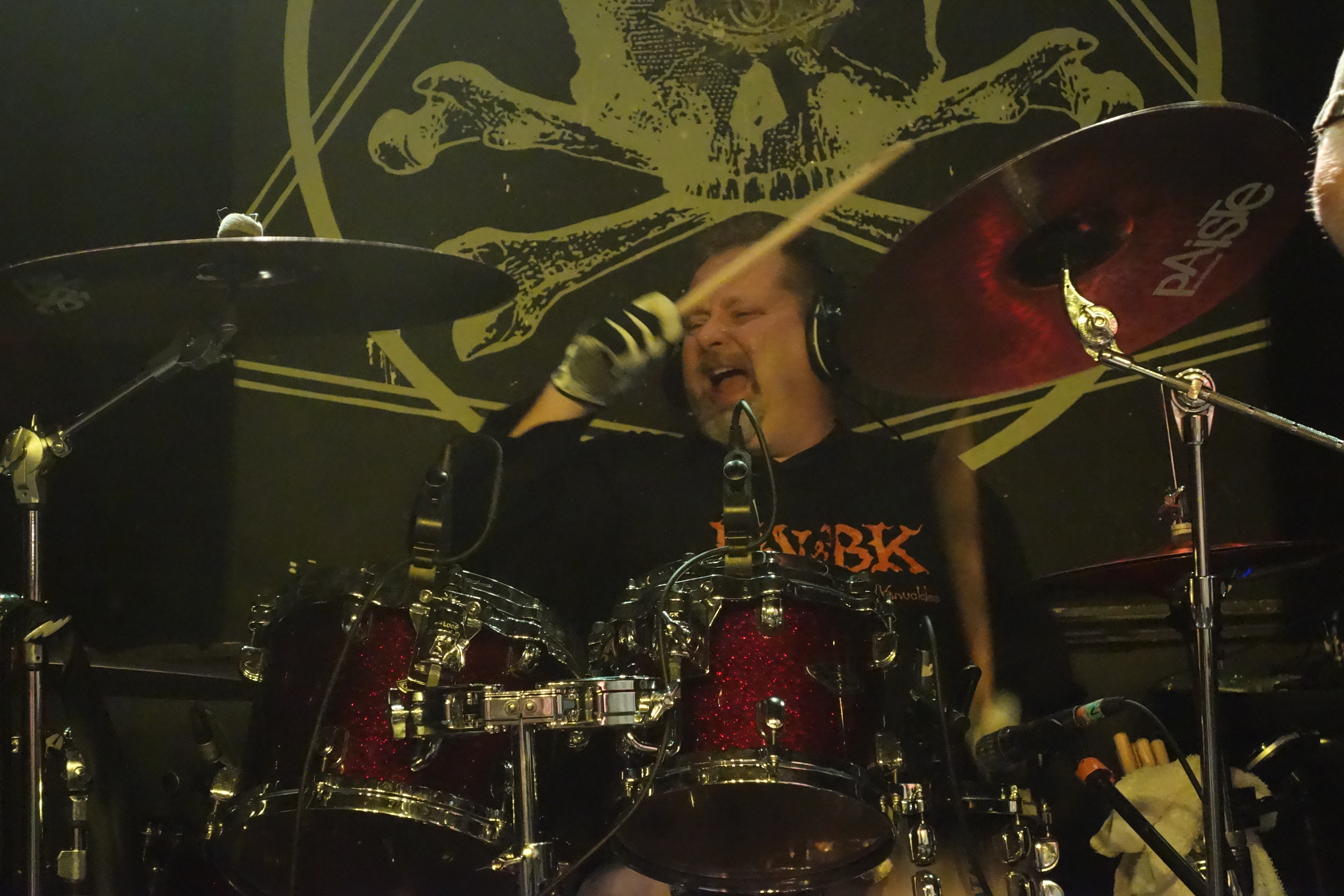
Rikard Stjernquist
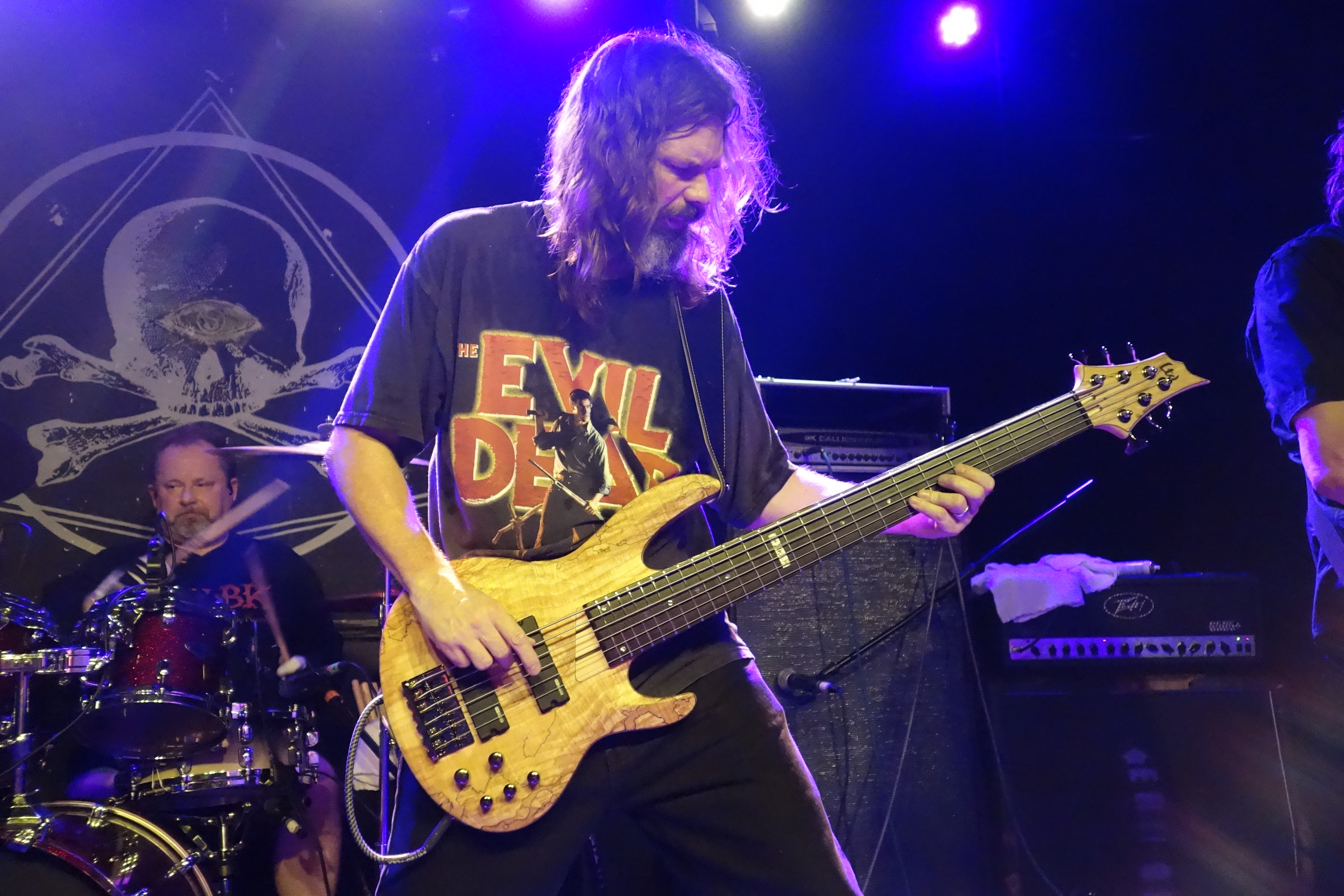
John Tetley
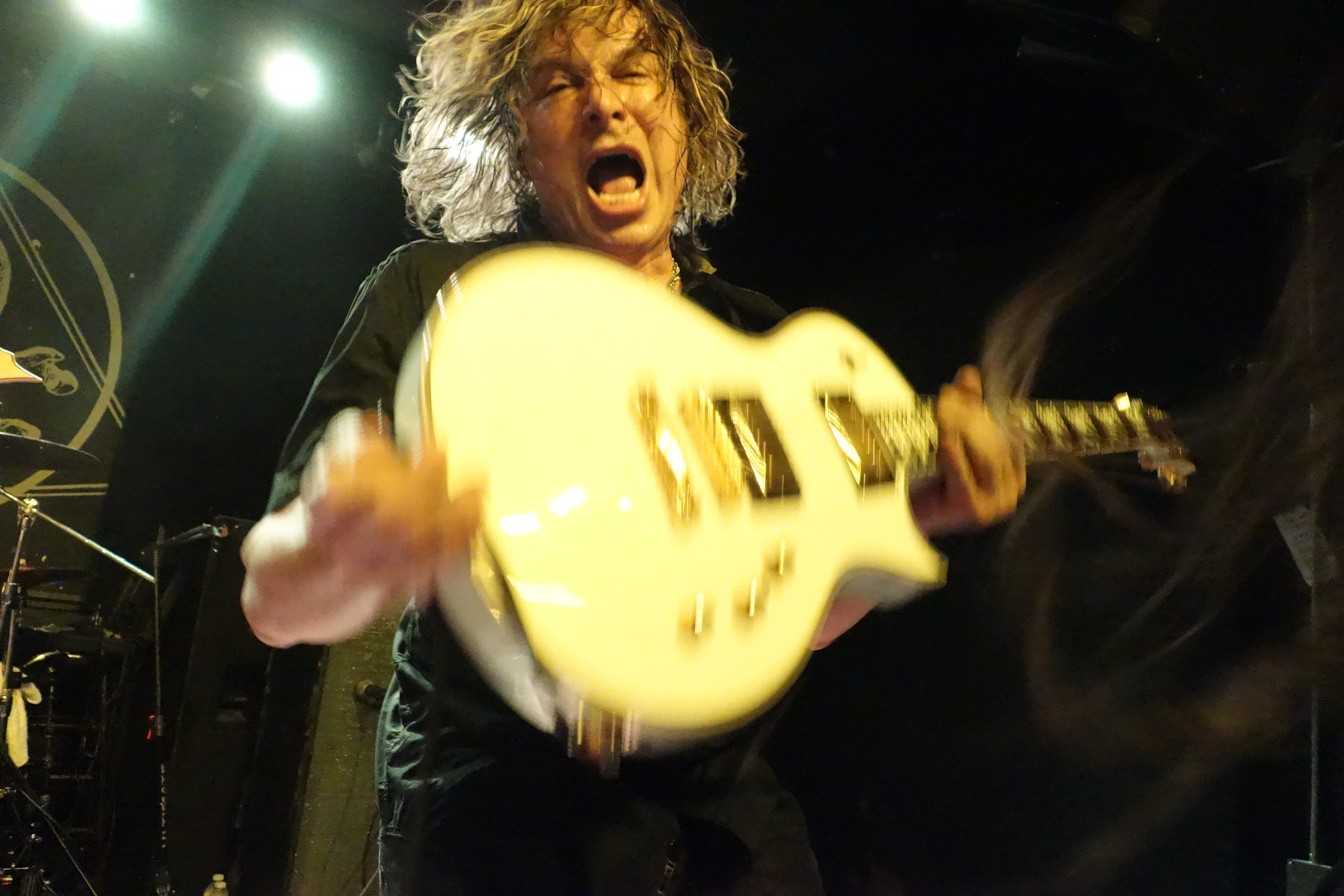
Joey Tafolla
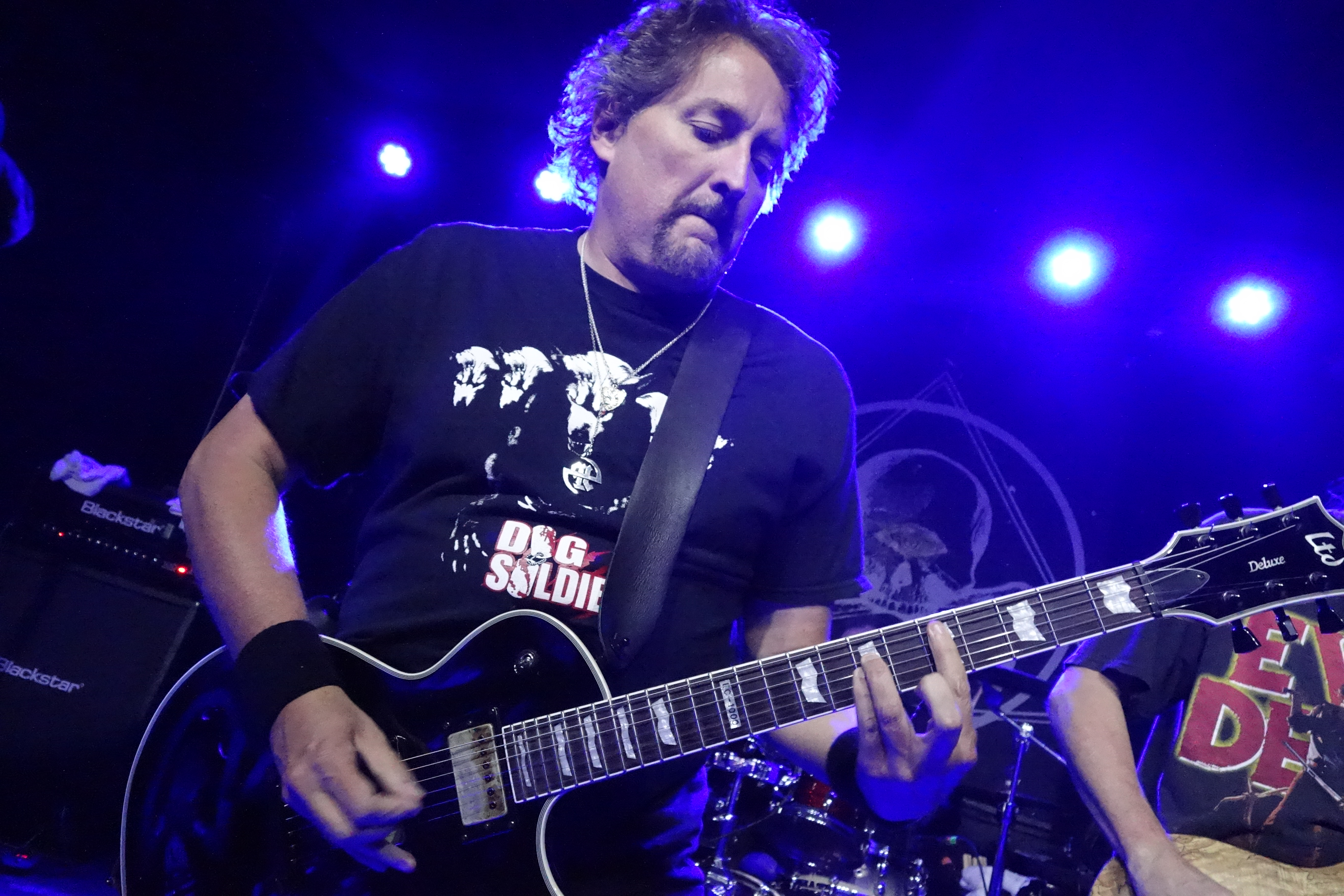
Mark Briody

### Anciens membres
- Rick Hilyard - batterie (1981-1984)
- Reynold « Butch » Carlson - batterie (1985-1986)
- Steve Montez - chant (1985)
- Chris Cronk - chant (1985)
- Bob Parduba - chant (1985-1988)
- Daniel Conca - chant (1993-1994)
- Chris Kostka - guitare (1993-1994)
- Chris Broderick - guitare (1997-2008)
- Christian Lasegue - guitare (1985-1988, 2008-2011)

## Discographie

### Albums studio
- 1984 : Ample Destruction
- 1994 : Dissident Alliance
- 1997 : The Fourth Judgement
- 1998 : The Age of Mastery
- 2000 : Thane to the Throne
- 2001 : Mechanized Warfare
- 2004 : Chain of Command (compilation d'inédits)
- 2004 : Casting the Stones
- 2011 : The Scourge of the Light
- 2013 : Shadow Thief (compilation d'inédits)

### Compilation
- 2003 : Decade of the Nail-Spiked Bat